# Geisterjäger John Sinclair (Hörspielserie von Tonstudio Braun)
Geisterjäger John Sinclair war eine von Tonstudio Braun produzierte Hörspielserie. Sie basierte auf der gleichnamigen Heftromanserie.

## Hintergrund
Zwischen 1981 und 1991 erschienen insgesamt 107 vom Tonstudio Braun produzierte Hörspiele. Für die Veröffentlichung der 107 Folgen erhielt das Tonstudio Braun einen Eintrag in das Guinness-Buch der Rekorde. Obwohl die Serie nicht mehr produziert wird, wurde die Anzahl der Folgen bisher lediglich von den drei ???, TKKG, den Fünf Freunden, Geisterjäger John Sinclair – Edition 2000, Lady Bedfort, Benjamin Blümchen, Bibi Blocksberg und dem Gruselkabinett übertroffen.

### Rechtsstreit
Nach einem verlorenen Rechtsstreit mit dem Bastei-Verlag musste das Tonstudio Braun 1991 die Produktion neuer Folgen einstellen. Das Urteil verbot die Herstellung und den Vertrieb neuer Kopien der bereits aufgenommenen Folgen, lediglich die Restbestände der Hörspiele durften noch vollständig verkauft werden.
Nach dem Verlust der zugkräftigen John-Sinclair-Lizenz versuchte das Tonstudio Braun mit der Eigenproduktion Larry Maccloud – Der Kämpfer gegen das Unfassbare an die früheren Erfolge anzuknüpfen. Die neue Serie wurde mit denselben Sprechern besetzt und auch das Coverdesign orientierte sich stark an der John-Sinclair-Serie.

### Autoren
Sämtliche adaptierte Geschichten wurden unter dem Pseudonym Jason Dark veröffentlicht. In den meisten Fällen stammen diese aus der Feder des Autors Helmut Rellergerd, für die Folge 86 Sandra und ihr zweites Ich war jedoch Richard Wunderer verantwortlich. Weiterhin schrieb Friedrich Tenkrat die Vorlagen zu den Folgen 88 Die Geier und der Wertiger, 91 Der Vulkanteufel von Hawaii, 92 Der siebenarmige Tod, 93 Im Landhaus der Schrecken und 95 Insel der Seelenlosen.

### Erscheinung und Nummerierung
Im Dezember 1981 kündigte Sinclair-Autor Jason Dark auf seiner Leserseite damals das Erscheinen der ersten Tonstudio-Braun-Hörspiele zur Romanserie „in einigen Wochen“ an. Kurz darauf waren bereits die ersten vier Kassetten erschienen, bei denen es sich um die Folgen Die Nacht des Hexers, Die Töchter der Hölle, Hügel der Gehenkten und Die Teufelsuhr handelte. Zu diesem Zeitpunkt trugen die Hörspiele der Erstauflage noch drei- bis fünfstellige Nummern, welche der Nummer der jeweiligen Romanvorlage entsprachen. Eine separate Folgenzahl auf dem Cover selbst gab es noch nicht. Dies führte zu einiger Verwirrung, da die eigenständige John-Sinclair-Heftromanserie, der Gespenster-Krimi und die John-Sinclair-Taschenbücher je eine eigenständige Nummerierung hatten.
Erst nach einigen Jahren wurde eine durchlaufende Nummerierung der Hörspiele eingeführt, welche nun auch für die späteren Auflagen der vorherigen Kassetten übernommen wurde. Allerdings orientierte sich die neu verwendete Reihenfolge nicht an der Chronologie der Geschichten oder der Produktionsreihenfolge, weshalb in einigen Fällen früher erschienene Hörspiele nun eine höhere Nummer erhielten als später produzierte Folgen. So wurde etwa die ursprünglich erste erschienene Folge Die Nacht des Hexers in den späteren Editionen als Folge 38 neu aufgelegt. Die erst im März 1983 aufgenommene Folge Das Horror-Schloß im Spessart erhielt stattdessen aus unbekannten Gründen die Nummer 1. Diese Umsortierung durch das Studio führt unter anderem dazu, dass sich der Sprecher von John Sinclair nach der neuen Reihenfolge oftmals von Folge zu Folge ändert.
Als Erscheinungszeitpunkt der ersten John-Sinclair-Hörspiele von Tonstudio Braun wird manchmal fälschlicherweise der Juni 1983 genannt, so unter anderem im offiziellen John Sinclair Lexikon. Allerdings ist die Veröffentlichung der ersten Folgen anhand von Werbeanzeigen und Angaben auf Jason Darks damaliger Leserseite in den Romanheften eindeutig auf den Winter 1981/1982 zu datieren.

### Chronologie
Die Romane wurden nicht in chronologischer Reihenfolge vertont, sondern nach ihrer Eignung für den Hörspielmarkt ausgewählt. So wurden die einzelnen Romane vom Tonstudio Braun, Autor der Hörspiele Max Braun und sogar den Fans ausgewählt.
Die Handlungen der einzelnen Folgen wurden für die Vertonung nicht an die geänderte Erscheinungsreihenfolge angepasst, so dass sie inhaltlich weiterhin den Romanen entsprechen. Dies führt zu inhaltlichen Ungereimtheiten, wenn zum Beispiel eine Person auftritt, die einige Folgen zuvor gestorben ist. Durch die Umsortierung der Hörspiele nach der Nummerierung der jeweiligen Romanvorlagen lassen sich diese Kontinuitätsfehler beheben.

### Covergestaltung
Für die Gestaltung der Cover griff man auf die von der Romanserie bereits vorhandenen Illustrationen zurück. Die Mehrzahl der Titelbilder stammt von dem Spanier Vicente B. Ballestar, einzelne Werke steuerten Joseph Mart Ripoll, Rufus, Manuel Prieto, Sebastian Boada, Michael Whelan, Josè Pèrez Montero und Montana bei.

### Nicht realisierte Folgen
Nach dem verlorenen Rechtsstreit endete die Hörspielserie 1991 abrupt mit der Folge 107 Herrin der Dunkelwelt – dem ersten Teil eines geplanten Zweiteilers. Das Tonstudio hatte ursprünglich geplant, die Reihe mindestens bis zur Nr. 200 weiterzuführen. Die Titel der Romanvorlagen bis zur Folge 160 waren bereits ausgewählt. Aufgrund des Gerichtsurteils mussten diese Pläne verworfen werden. Aus logistischen Gründen waren die Kassetteninlays für die nicht produzierten Folgen 108 Dr. Tods Rache, 109 Die Totenpriester, 110 Fenris, der Götterwolf und 111 Das Geistergrab allerdings noch gedruckt worden.
In Fankreisen gab es jahrzehntelang weitverbreitete Spekulationen, laut denen es nach der letzten veröffentlichten Folge 107 noch Aufzeichnungen zu weiteren Hörspielen gegeben habe, bevor die Serie eingestellt werden musste. Demnach durften die Folgen ab 108 wegen des verlorenen Prozesses nicht mehr veröffentlicht werden, obwohl sie angeblich bereits produziert vorlagen.
Der heutige Inhaber des Tonstudios Braun, Michael Braun, dementierte diese Gerüchte allerdings wiederholt und erklärte, dass damals nach der 107 keine weiteren Folgen mehr aufgezeichnet wurden. Lediglich die Titelbilder für die Kassettenhüllen hatte das Studio noch drucken lassen.

## Neuauflage
Lübbe Audio und Tonstudio Braun legen die Serie seit Dezember 2015, inklusive der bisher nie erschienenen Folge 108, auf CD neu auf. Bei der neu veröffentlichten Folge 108 handelt es sich nicht um eine originale Aufzeichnung aus dem Jahr 1991, sondern um eine 2020 aufgenommene Vertonung.

### Folge 108
Um der Neuveröffentlichung der Reihe auf CD „einen würdigen Abschluss zu geben“ und den Hörern nach fast 30 Jahren die Komplettierung ihrer Sammlung zu ermöglichen, gab Lübbe Audio den Anstoß zu einer Vertonung der zuvor nie adaptierten Geschichte Dr. Tods Rache. Die Aufnahmen fanden 2020 im Studio von Lübbe Audio in Köln statt. Das Hörspielskript wurde von Marc Freund verfasst, während Michael Braun Regie führte. Mehrere Originalsprecher konnten noch ausfindig gemacht und kontaktiert werden, um ihre Rollen noch ein letztes Mal aufzunehmen. Peter Niemeyer (Suko), Aart Veder (Bill Conolly), Karin Dieck (Glenda Perkins) und Hans-Joachim Heist (verschiedene Rollen) sind in der Produktion zu hören, allerdings waren einige der anderen Sprecher zu diesem Zeitpunkt bereits verstorben, darunter Helmut Winkelmann (John Sinclair) und Erwin Scherschel (Dr. Tod). Peter Niemeyer verstarb drei Monate nach Vollendung seiner Aufnahmen für Folge 108. Die fehlenden Rollen wurden mit anderen Sprechern neu besetzt. Unter anderem wurde John Sinclair auf Empfehlung Peter Niemeyers mit Volker Lippmann besetzt, während Hennes Bender in der Vertonung die Figur des Dr. Tod spricht. Da Marianne Mosa aus organisatorischen Gründen nicht verfügbar war, wurde Kerstin Fischer für die Folge als Erzählerin aufgenommen.

### Mögliche Wiederbelebung der Hörspielserie
Im offiziellen John Sinclair Night Talk von Lübbe Audio deuteten Michael Braun und Hennes Bender an, dass eine Fortsetzung der Tonstudio-Braun-Hörspielserie bei Erfolg der Folge 108 möglich wäre. Braun gab an: „Vielleicht könnte dann noch eine Folge kommen, man weiß es nicht.“ Er erklärte sich dabei offen für den Vorschlag, in diesem Fall erneut die Regie zu übernehmen.

### Soundtrack
Im Zuge der Neuauflage auf CD wurden mehrere originale Soundtrack-Kompositionen von Peter Seidel erstmals in voller Länge veröffentlicht, jeweils als Extras zu den Jubiläumsfolgen 75 Doktor Tods Höllenfahrt und 100 Voodoo-Land, Teil 2. Unter dem Titel Klänge des Schreckens – Was damals im Studio geschah erschienen so zwei Bonus-CDs, die neben einigen Musikstücken Geräusche aus dem Tonarchiv des Studios, sowie geschnittene Szenen und Outtakes enthalten. Die Titelbilder für die beiden Sonderfolgen wurden vom deutschen Künstler Timo Wuerz angefertigt.
- Klänge des Schreckens – Was damals im Studio geschah I (Veröffentlichung: 25. Mai 2018)
- Klänge des Schreckens – Was damals im Studio geschah II (Veröffentlichung: 29. Juni 2020)

## Sprecher
Die Namen der Sprecher wurden nicht offiziell veröffentlicht. Allerdings sind die Namen einiger Sprecher mittlerweile jedoch bekannt. Die meisten der für die Hörspielserie engagierten Schauspieler stammten aus dem lokalen Theaterkreis des Rhein-Main-Gebiets und waren während den 1980er-Jahren unter anderem am Hessischen Staatstheater Wiesbaden, sowie dem Stadttheater Mainz, dem Staatstheater Darmstadt und den Städtischen Bühnen Frankfurt tätig.
| Rolle                                  | Sprecher                                 | Folgen (offizielle Nummerierung)     |
| -------------------------------------- | ---------------------------------------- | ------------------------------------ |
| Erzählerin                             | Marianne Mosa                            | 1–26, 28–37, 39–107                  |
| Erzählerin                             | Marianne Lochert                         | 27, 38                               |
| Erzählerin                             | Kerstin Fischer                          | 108                                  |
| John Sinclair                          | Peter Bongartz                           | 1–13, 17–20, 32, 39–42, 44, 46–48    |
| John Sinclair                          | Hans Jürgen Krützfeld                    | 14–16, 21, 23, 27–31, 33, 38, 43, 45 |
| John Sinclair                          | Helmut Winkelmann                        | 22, 24–26, 34–37, 49–107             |
| John Sinclair                          | Volker Lippmann                          | 108                                  |
| Suko                                   | Peter Niemeyer                           | 4–108                                |
| Sir James Powell                       | Robert Seibert                           | 5–20, 32–37, 44, 46–80, 99, 103      |
| Sir James Powell                       | Hannes Franken                           | 31                                   |
| Sir James Powell                       | Kurt Weyrauch                            | 38                                   |
| Sir James Powell                       | Erwin Scherschel                         | 45                                   |
| Sir James Powell                       | Gisbert Rüschkamp                        | 98                                   |
| Sir James Powell                       | Axel Gottschick                          | 108                                  |
| Jane Collins                           | Franziska Pigulla 2000–2018 Margit Wolff | 1–103                                |
| Bill Conolly                           | Aart Veder                               | 3–26, 31–44, 54–108                  |
| Bill Conolly                           | Thomas Stuckenschmidt                    | 29, 45                               |
| Glenda Perkins                         | Karin Dieck                              | 2–108                                |
| Sheila Conolly                         | Annette Krämer                           | 4–19, 32–106                         |
| Sheila Conolly                         | Barbara Auer                             | 31                                   |
| Sheila Conolly                         | Esin Eraydin                             | 108                                  |
| Shao                                   | Nina Danzeisen                           | 9–10, 22–106                         |
| Shao                                   | Sybille Schwarz-Jacobshagen              | 15–16                                |
| Will Mallmann                          | Kurt Weyrauch                            | 1, 17–26, 32–78                      |
| Will Mallmann                          | Georg Marin                              | 13, 31                               |
| Myxin                                  | Hanns Otto Ball                          | 8                                    |
| Myxin                                  | Erwin Scherschel                         | 16, 20                               |
| Myxin                                  | Armas Sten Fühler                        | 18–19                                |
| Myxin                                  | Dieter Schaad                            | 52–70                                |
| Myxin                                  | unbekannt                                | 79–85                                |
| Myxin                                  | Alfred Boeckel                           | 102                                  |
| Myxin                                  | Karl-Heinz Staudenmeyer                  | 107                                  |
| Myxin                                  | Wolfgang Rositzka                        | 108                                  |
| Kara („Die Schöne aus dem Totenreich“) | Roswitha Benda                           | 52–107                               |
| Der Schwarze Tod                       | Erwin Scherschel                         | 1–86                                 |
| Asmodina                               | Christiane Pauli                         | 16, 22, 64–65                        |
| Asmodina                               | Maja Scholz                              | 20                                   |
| Asmodina                               | Brigitte Goebel                          | 21                                   |
| Asmodina                               | Charlotte Acklin                         | 56, 69–97                            |
| Asmodina                               | unbekannt                                | 105                                  |
| Solo Morasso / Dr. Tod                 | Erwin Scherschel                         | 22, 34, 52–107                       |
| Solo Morasso / Dr. Tod                 | Anfried Krämer                           | 45                                   |
| Solo Morasso / Dr. Tod                 | Hennes Bender                            | 108                                  |
| Pamela Scott / Lady X                  | unbekannt                                | 52, 57, 101–102, 107                 |
| Pamela Scott / Lady X                  | Charlotte Acklin                         | 58                                   |
| Pamela Scott / Lady X                  | Inge Amodé                               | 61–62                                |
| Pamela Scott / Lady X                  | Christiane Pauli                         | 69–98, 104                           |
| Pamela Scott / Lady X                  | Alexandra von Schwerin                   | 108                                  |
| Lupina                                 | Brigitte Goebel                          | 29–30                                |
| Lupina                                 | Jutta Popp                               | 61–62                                |
| Lupina                                 | unbekannt                                | 102                                  |
| Der Spuk                               | Peter J. Schmitz                         | 3, 58, 69–83                         |
| Der Spuk                               | Erwin Scherschel                         | 59–63                                |
| Lady Sarah Goldwyn („Horror-Oma“)      | Lotte Barthel                            | 28                                   |
| Lady Sarah Goldwyn („Horror-Oma“)      | Maria Kayssler                           | 37–62                                |
| Lady Sarah Goldwyn („Horror-Oma“)      | unbekannt                                | 101–102                              |
| Frantisek Marek, der Pfähler           | Anfried Krämer                           | 4–6, 58                              |

In weiteren Rollen treten u. a. auf:
- Zygmunt Apostoł (z. B. Bürgermeister von Horlin)
- Charlotte Asendorf (Jurina)
- Ingrid Domann (z. B. Julie Jackson)
- Helmut Düvelsdorf (z. B. Jeff Denver, Captain Holling)
- Sophie Engelke † (Gisela Gehrmann)
- Walter Flamme (Professor Fisher)
- Christoph Gaugler (z. B. Paul Frye)
- Eike Gramss (Jan Ziegler)
- Wolfgang Grönebaum (z. B. Constabler Jones)
- Werner Hanfgarn (z. B. Pfarrer Michael Facius)
- Hans-Joachim Heist (z. B. Harold Farmer, Logan Costello in Folge 108)
- Dinu Ianculescu (z. B. Costa Taridis, Professor Gasanaro)
- Wolfgang Kaven (Jay Lee)
- Theo Maier-Körner (z. B. Professor Zamorra)
- Pit Krüger (z. B. Ned Parker, Ryan McNeal)
- Winfried Küppers (z. B. Harry Salem)
- Rüdiger Lichti (z. B. Logan Costello in Folge 34)
- Wolff von Lindenau (Paul Maurer)
- Hans-Dieter Maienschein (z. B. Uwe Kientopf, Gerd Wiesner)
- Hagen Marks (z. B. Pater Ignatius, Tokata, Vampiro del Mar in den Folgen 58 & 104)
- Thomas Balou Martin (Vampiro del Mar in Folge 108)
- Artus Maria Matthiessen (Roland Fuchert)
- Christian Mey (z. B. Scarface Joe, Constabler Smith)
- Helmut Oeser (z. B. Flugkapitän)
- André Pohl (z. B. Gorum Ceprac, Teddy Tears)
- Lieselotte Quilling (z. B. Mrs. Cloud, Miss McQuade)
- Walter Renneisen (z. B. Pierre Hennessy)
- Susanne Ruppik (z. B. Julia de Fries, Manuela Meyer, Judy Garrets)
- Renate Schauss (Lilian)
- Hermann Scheidleder (z. B. Kutscher, Sergeant)
- Sibylle Schleicher (z. B. Todesengel, Anke Witt)
- Thomas Thieme (z. B. Kai-Tak, Rudy Campell)
- Wolfram Weniger (z. B. Gordon Fariak)

## Folgen
| 1 | 38  | Die Nacht des Hexers                           | GK 001/01 |                                          | Hans Jürgen Krützfeld |
| 2 | 39  | Mörder aus dem Totenreich                      | GK 010/02 |                                          | Peter Bongartz        |
| 3 | 40  | Dr. Satanos                                    | GK 017/03 |                                          | Peter Bongartz        |
| 4 | 41  | Das Leichenhaus der Lady L                     | GK 025/04 |                                          | Peter Bongartz        |
| 5 | 42  | Sakuro der Dämon                               | GK 031/05 |                                          | Peter Bongartz        |
| 6 | 43  | Die Töchter der Hölle                          | GK 038/07 |                                          | Hans Jürgen Krützfeld |
| 7 | 44  | Das Rätsel der gläsernen Särge                 | GK 042/08 |                                          | Peter Bongartz        |
| 8 | 72  | Doktor Tod                                     | GK 094/19 |                                          | Helmut Winkelmann     |
| 9 | 73  | Bruderschaft des Satans                        | GK 098/20 |                                          | Helmut Winkelmann     |
| 10 | 74  | In Satans Diensten                             | GK 105/22 |                                          | Helmut Winkelmann     |
| 11 | 45  | Hochzeit der Vampire                           | GK 110/23 |                                          | Hans Jürgen Krützfeld |
| 12 | 75  | Doktor Tods Höllenfahrt                        | GK 113/24 |                                          | Helmut Winkelmann     |
| 13 | 89  | Das Todeskabinett                              | GK 137/31 |                                          | Helmut Winkelmann     |
| 14 | 90  | Der Unheimliche von Dartmoor                   | GK 163/38 |                                          | Helmut Winkelmann     |
| 15 | 46  | Die Nacht des schwarzen Drachen                | GK 168/39 |                                          | Peter Bongartz        |
| 16 | 1   | Das Horror-Schloß im Spessart                  | Heft 7    |                                          | Peter Bongartz        |
| 17 | 91  | Der Vulkanteufel von Hawaii                    | Heft 8    |                                          | Helmut Winkelmann     |
| 18 | 76  | Der Irre mit der Teufelsgeige (Teil 1 von 2)   | Heft 11   |                                          | Helmut Winkelmann     |
| 19 | 77  | Lebendig begraben (Teil 2 von 2)               | Heft 12   |                                          | Helmut Winkelmann     |
| 20 | 2   | Der schwarze Henker                            | Heft 14   |                                          | Peter Bongartz        |
| 21 | 92  | Der siebenarmige Tod                           | Heft 15   |                                          | Helmut Winkelmann     |
| 22 | 78  | Das Mädchen von Atlantis (Teil 1 von 3)        | Heft 16   |                                          | Helmut Winkelmann     |
| 23 | 79  | Das Dämonenauge (Teil 2 von 3)                 | Heft 17   |                                          | Helmut Winkelmann     |
| 24 | 80  | Die Hexenmühle (Teil 3 von 3)                  | Heft 18   |                                          | Helmut Winkelmann     |
| 25 | 3   | Das Horror-Taxi von New York                   | Heft 19   |                                          | Peter Bongartz        |
| 26 | 93  | Im Landhaus der Schrecken                      | Heft 20   |                                          | Helmut Winkelmann     |
| 27 | 94  | Anruf aus dem Jenseits                         | Heft 21   |                                          | Helmut Winkelmann     |
| 28 | 81  | Der unheimliche Mönch                          | Heft 24   |                                          | Helmut Winkelmann     |
| 29 | 83  | Maringo der Höllenreiter                       | Heft 26   |                                          | Helmut Winkelmann     |
| 30 | 95  | Insel der Seelenlosen                          | Heft 28   |                                          | Helmut Winkelmann     |
| 31 | 4   | Der Pfähler (Teil 1 von 3)                     | Heft 33   |                                          | Peter Bongartz        |
| 32 | 5   | Dracula gibt sich die Ehre (Teil 2 von 3)      | Heft 34   |                                          | Peter Bongartz        |
| 33 | 6   | Die Vampirfalle (Teil 3 von 3)                 | Heft 35   |                                          | Peter Bongartz        |
| 34 | 7   | Die Horror-Reiter                              | Heft 38   |                                          | Peter Bongartz        |
| 35 | 8   | Der Totenbeschwörer                            | Heft 42   |                                          | Peter Bongartz        |
| 36 | 9   | Der gelbe Satan (Teil 1 von 2)                 | Heft 50   |                                          | Peter Bongartz        |
| 37 | 10  | Die Horror-Kreuzfahrt (Teil 2 von 2)           | Heft 51   |                                          | Peter Bongartz        |
| 38 | 84  | Das Ungeheuer von Loch Morar (Teil 1 von 2)    | Heft 56   |                                          | Helmut Winkelmann     |
| 39 | 85  | Die Zombies (Teil 2 von 2)                     | Heft 57   |                                          | Helmut Winkelmann     |
| 40 | 86  | Sandra und ihr zweites Ich                     | Heft 63   |                                          | Helmut Winkelmann     |
| 41 | 87  | Die Teufelssekte                               | Heft 67   |                                          | Helmut Winkelmann     |
| 42 | 11  | Der unheimliche Bogenschütze                   | Heft 69   |                                          | Peter Bongartz        |
| 43 | 12  | Augen des Grauens                              | Heft 80   |                                          | Peter Bongartz        |
| 44 | 13  | Der Sensenmann als Hochzeitsgast               | Heft 81   |                                          | Peter Bongartz        |
| 45 | 14  | Das Buch der grausamen Träume                  | Heft 84   |                                          | Hans Jürgen Krützfeld |
| 46 | 96  | Tigerfrauen greifen an                         | Heft 85   |                                          | Helmut Winkelmann     |
| 47 | 51  | Einsatz der Todesrocker                        | Heft 92   |                                          | Helmut Winkelmann     |
| 48 | 15  | Die Höllenkutsche (Teil 1 von 2)               | Heft 95   |                                          | Hans Jürgen Krützfeld |
| 49 | 16  | Asmodinas Reich (Teil 2 von 2)                 | Heft 96   |                                          | Hans Jürgen Krützfeld |
| 50 | 17  | Die Drohung (Teil 1 von 3)                     | Heft 100  |                                          | Peter Bongartz        |
| 51 | 18  | Ein Friedhof am Ende der Welt (Teil 2 von 3)   | Heft 101  |                                          | Peter Bongartz        |
| 52 | 19  | Das letzte Duell (Teil 3 von 3)                | Heft 102  |                                          | Peter Bongartz        |
| 53 | 20  | Asmodinas Todesengel                           | Heft 103  |                                          | Peter Bongartz        |
| 54 | 21  | Hügel der Gehenkten                            | Heft 106  |                                          | Hans Jürgen Krützfeld |
| 55 | 88  | Die Geier und der Wertiger                     | Heft 107  |                                          | Helmut Winkelmann     |
| 56 | 64  | Die grausamen Ritter (Teil 1 von 2)            | Heft 111  |                                          | Helmut Winkelmann     |
| 57 | 65  | Die Drachensaat (Teil 2 von 2)                 | Heft 112  |                                          | Helmut Winkelmann     |
| 58 | 22  | Der Würfel des Unheils                         | Heft 114  |                                          | Helmut Winkelmann     |
| 59 | 97  | Asmodinas Höllenschlangen                      | Heft 121  |                                          | Helmut Winkelmann     |
| 60 | 98  | Dr. Tods Monsterhöhle                          | Heft 123  |                                          | Helmut Winkelmann     |
| 61 | 23  | Der Leichenbrunnen                             | Heft 125  |                                          | Hans Jürgen Krützfeld |
| 62 | 101 | Mr. Mondos Monster (Teil 1 von 2)              | Heft 130  |                                          | Helmut Winkelmann     |
| 63 | 102 | Königin der Wölfe (Teil 2 von 2)               | Heft 131  |                                          | Helmut Winkelmann     |
| 64 | 103 | Der Todesnebel                                 | Heft 132  |                                          | Helmut Winkelmann     |
| 65 | 104 | Dr. Tods Horror-Insel                          | Heft 133  |                                          | Helmut Winkelmann     |
| 66 | 105 | Flucht in die Schädelwelt                      | Heft 138  |                                          | Helmut Winkelmann     |
| 67 | 24  | Im Land des Vampirs (Teil 1 von 3)             | Heft 139  |                                          | Helmut Winkelmann     |
| 68 | 25  | Schreie in der Horror-Gruft (Teil 2 von 3)     | Heft 140  |                                          | Helmut Winkelmann     |
| 69 | 26  | Mein Todesurteil (Teil 3 von 3)                | Heft 141  |                                          | Helmut Winkelmann     |
| 70 | 52  | Die Schöne aus dem Totenreich                  | Heft 143  |                                          | Helmut Winkelmann     |
| 71 | 54  | Angst über London                              | TB 01     |                                          | Helmut Winkelmann     |
| 72 | 27  | Die Teufelsuhr                                 | Heft 155  |                                          | Hans Jürgen Krützfeld |
| 73 | 59  | Luzifers Festung                               | TB 04     |                                          | Helmut Winkelmann     |
| 74 | 60  | Alptraum in Atlantis                           | TB 05     |                                          | Helmut Winkelmann     |
| 75 | 56  | Die Rache der Horror-Reiter                    | TB 06     |                                          | Helmut Winkelmann     |
| 76 | 28  | Die Hexe vom Hyde Park                         | Heft 171  |                                          | Hans Jürgen Krützfeld |
| 77 | 29  | Die Werwolf-Sippe (Teil 1 von 2)               | Heft 173  |                                          | Hans Jürgen Krützfeld |
| 78 | 30  | Lupinas Todfeind (Teil 2 von 2)                | Heft 174  |                                          | Hans Jürgen Krützfeld |
| 79 | 31  | Totenchor der Ghouls                           | Heft 181  |                                          | Hans Jürgen Krützfeld |
| 80 | 32  | Ich jagte „Jack the Ripper“                    | Heft 182  |                                          | Peter Bongartz        |
| 81 | 57  | Ghouls in Manhattan                            | TB 09     |                                          | Helmut Winkelmann     |
| 82 | 47  | Disco Dracula                                  | TB 10     |                                          | Peter Bongartz        |
| 83 | 109 | Die Totenpriester                              | Heft 185  | nicht realisierte Folge                  | –                     |
| 84 | 33  | Die Blutorgel                                  | Heft 186  |                                          | Hans Jürgen Krützfeld |
| 85 | 34  | Ein schwarzer Tag in meinem Leben              | Heft 190  |                                          | Helmut Winkelmann     |
| 86 | 110 | Fenris, der Götterwolf                         | Heft 191  | nicht realisierte Folge                  | –                     |
| 87 | 35  | Eine schaurige Warnung                         | Heft 195  |                                          | Helmut Winkelmann     |
| 88 | 69  | Ich stieß das Tor zur Hölle auf (Teil 1 von 3) | Heft 200  |                                          | Helmut Winkelmann     |
| 89 | 70  | Im Zentrum des Schreckens (Teil 2 von 3)       | Heft 201  |                                          | Helmut Winkelmann     |
| 90 | 71  | Bring mir den Kopf von Asmodina (Teil 3 von 3) | Heft 202  |                                          | Helmut Winkelmann     |
| 91 | 111 | Das Geistergrab, Teil 1                        | Heft 211  | nicht realisierte Folge                  | –                     |
| 92 | 36  | Der Ripper kehrt zurück (Teil 1 von 2)         | Heft 216  |                                          | Helmut Winkelmann     |
| 93 | 37  | Die Hexeninsel (Teil 2 von 2)                  | Heft 217  |                                          | Helmut Winkelmann     |
| 94 | 48  | Ewige Schreie                                  | TB 19     |                                          | Peter Bongartz        |
| 95 | 106 | Tokatas Erbe                                   | Heft 226  |                                          | Helmut Winkelmann     |
| 96 | 107 | Herrin der Dunkelwelt (Teil 1 von 2)           | Heft 229  |                                          | Helmut Winkelmann     |
| 97 | 108 | Dr. Tods Rache (Teil 2 von 2)                  | Heft 230  | Erstveröffentlichung am 26. Februar 2021 | Volker Lippmann       |
| 98 | 61  | Sieben Siegel der Magie (Teil 1 von 3)         | Heft 232  |                                          | Helmut Winkelmann     |
| 99 | 62  | Allein in der Drachenhöhle (Teil 2 von 3)      | Heft 233  |                                          | Helmut Winkelmann     |
| 100 | 63  | Macht und Mythos (Teil 3 von 3)                | Heft 234  |                                          | Helmut Winkelmann     |
| 101 | 49  | Der lächelnde Henker                           | TB 24     |                                          | Helmut Winkelmann     |
| 102 | 55  | Judys Spinnenfluch                             | Heft 253  |                                          | Helmut Winkelmann     |
| 103 | 82  | Ein Totenopfer für Clarissa                    | Heft 260  |                                          | Helmut Winkelmann     |
| 104 | 58  | Geheimbund der Vampire                         | TB 29     |                                          | Helmut Winkelmann     |
| 105 | 53  | Liebe, die der Teufel schenkt                  | TB 31     |                                          | Helmut Winkelmann     |
| 106 | 66  | Turm der weißen Vampire                        | Heft 280  |                                          | Helmut Winkelmann     |
| 107 | 50  | Blutiger Halloween                             | TB 34     |                                          | Helmut Winkelmann     |
| 108 | 67  | Tal der vergessenen Toten                      | Heft 295  |                                          | Helmut Winkelmann     |
| 109 | 68  | Zombies auf dem Roten Platz                    | TB 40     |                                          | Helmut Winkelmann     |
| 110 | 99  | Voodoo–Land 1                                  | PB 2      |                                          | Helmut Winkelmann     |
| 111 | 100 | Voodoo–Land 2                                  | PB 2      |                                          | Helmut Winkelmann     |
| Anmerkungen: 1 GK = Gespenster-Krimi Heft = Heftroman in der ersten Auflage TB = Taschenbuch PB = Paperback |     |                                                |           |                                          |                       |